# Villa Gobernador Gálvez
Villa Gobernador Gálvez – miasto w Argentynie, położone we wschodniej części prowincji Santa Fe, nad rzeką Parana.

## Opis
Miejscowość została założona w 1888 roku. W mieście znajduje się węzeł drogowy-RP21, RP22 i RP255 i linia kolejowa. Villa Gobernador Gálvez wchodzi w skład aglomeracji Santa Fe.

## Demografia
.